# Подушечная лава

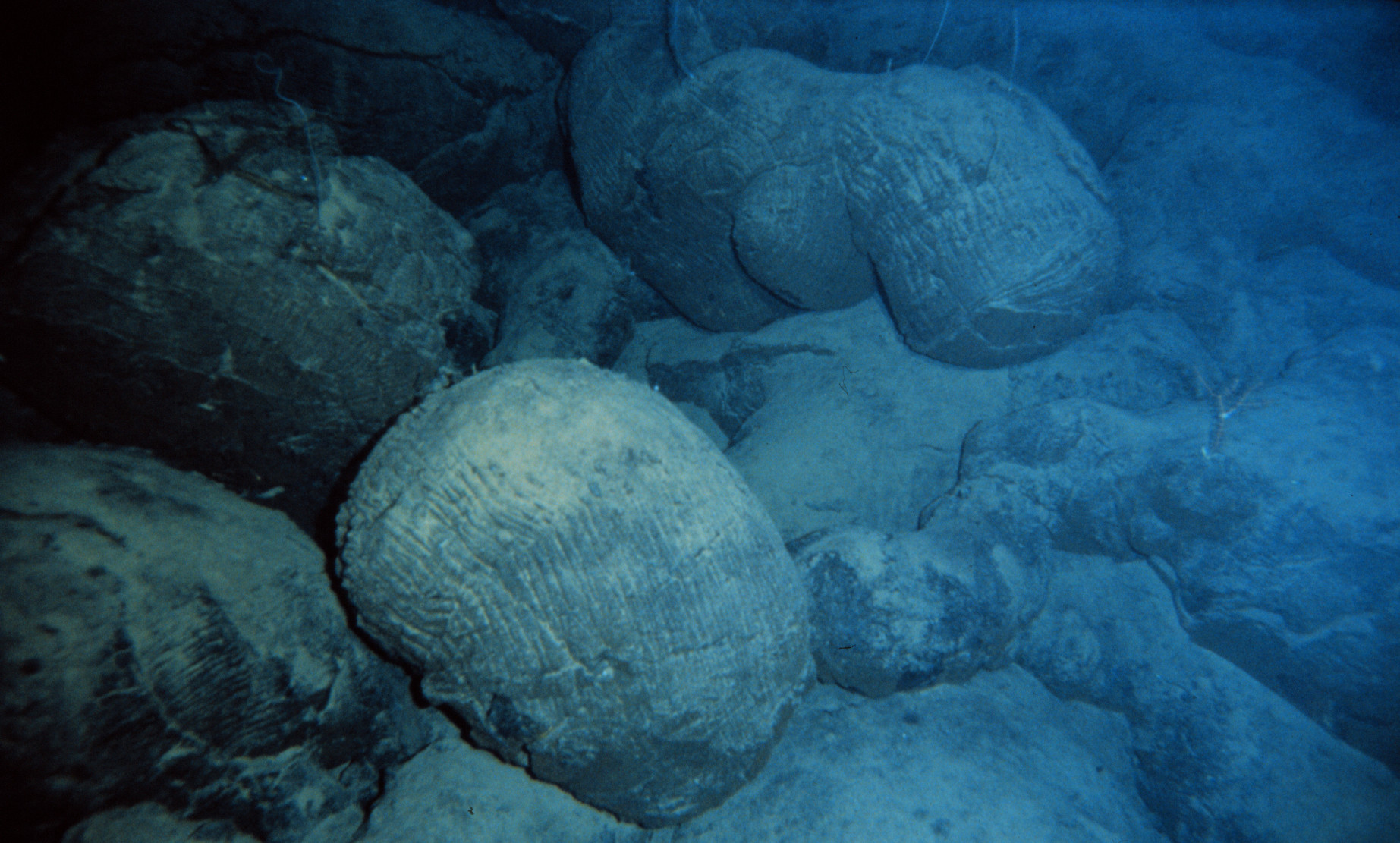
Подушечная лава около Гавайских островов. Видны параллельные бороздки, возникшие при выдавливании лавы через пролом в стенке материнской «подушки»

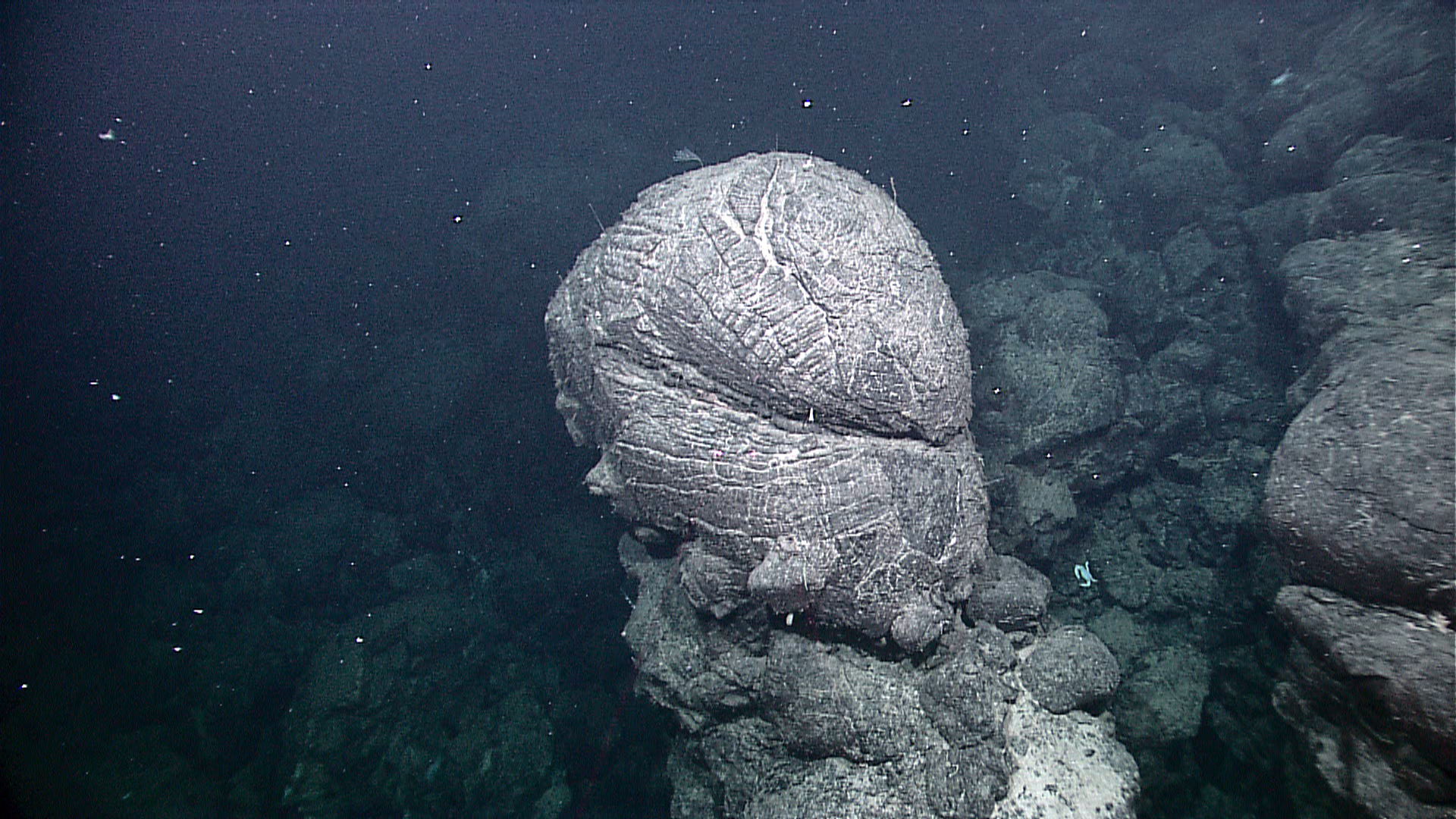
«Подушка» на «пьедестале» в окрестностях зоны активного спрединга в Галапагосском рифте

Подушечная лава (шаровая, эллипсоидальная, глобулярная лава, пиллоу-лава) — лава, застывшая в виде подушковидных тел. Образуется при подводных и подлёдных извержениях (как правило, при небольшой скорости излияния). Вероятно, самый распространённый тип застывшей лавы на Земле.
Величина, форма и строение «подушек» очень разнообразны. Они могут напоминать амёб, буханки, караваи, баллоны, матрацы, шары, плоско-выпуклые линзы и обычно соединены перемычками, образуя цепочки и нагромождения. Размер «подушек», как правило, лежит в пределах от десятков сантиметров до нескольких метров. Характерные признаки подушечной лавы — тёмная стекловатая корка, покрытая бороздками, раскалывание по радиальным трещинам и склонность к образованию нагромождений с крутыми склонами.

## Образование

### Появление

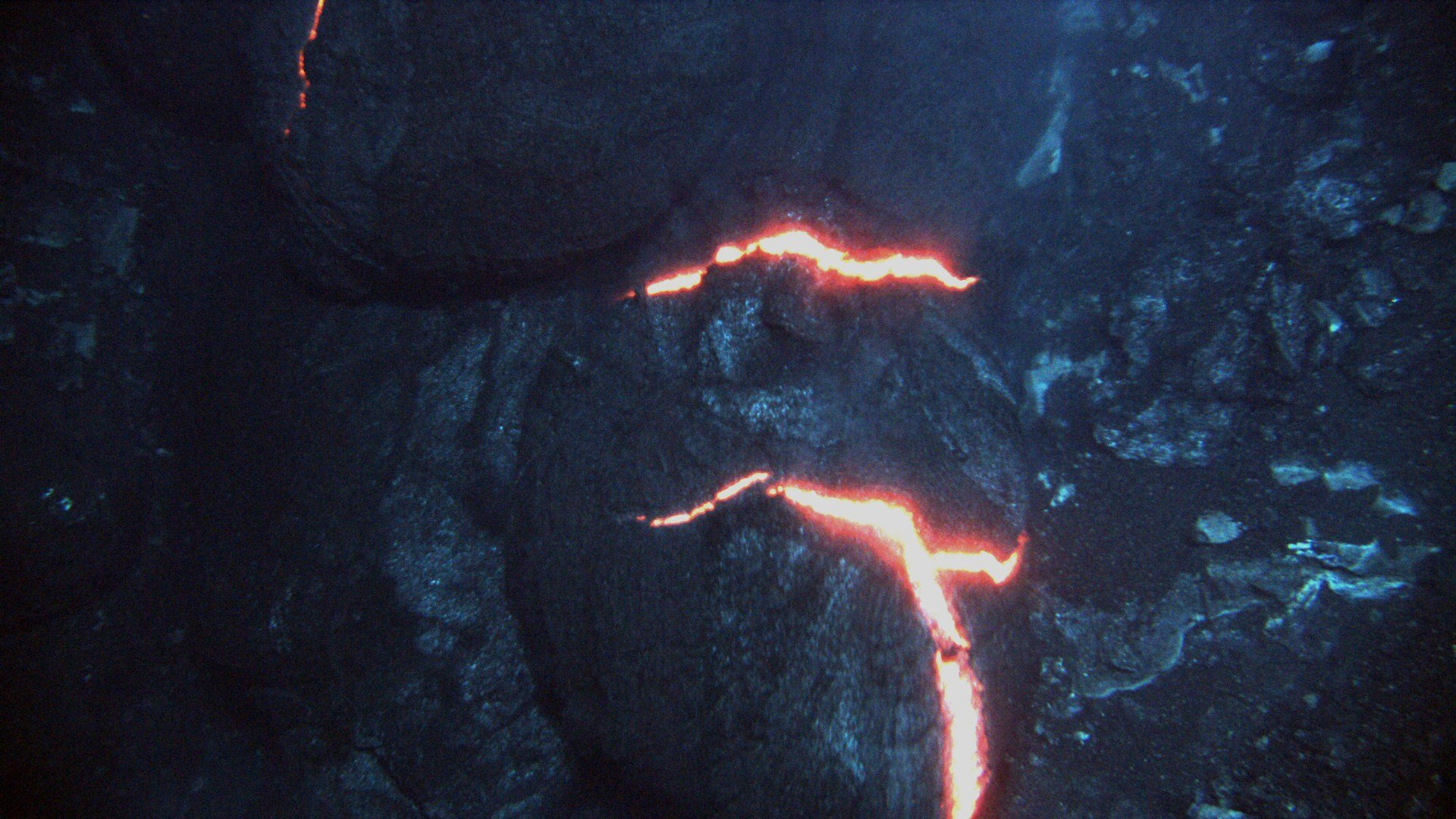
Растущая «подушка» на дне Тихого океана около островов Лау (Фиджи)

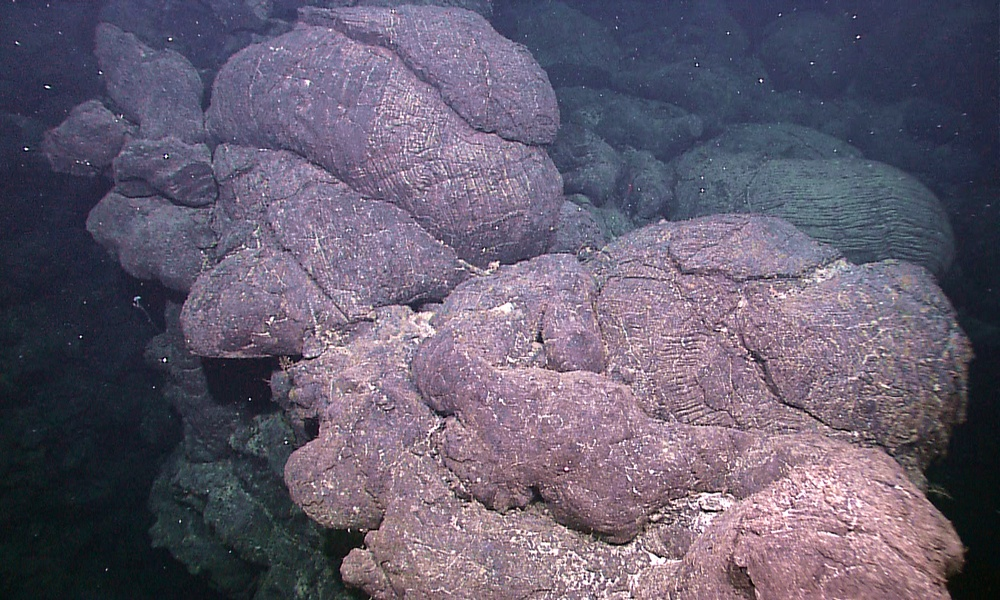
Нагромождение «подушек» в Галапагосском рифте

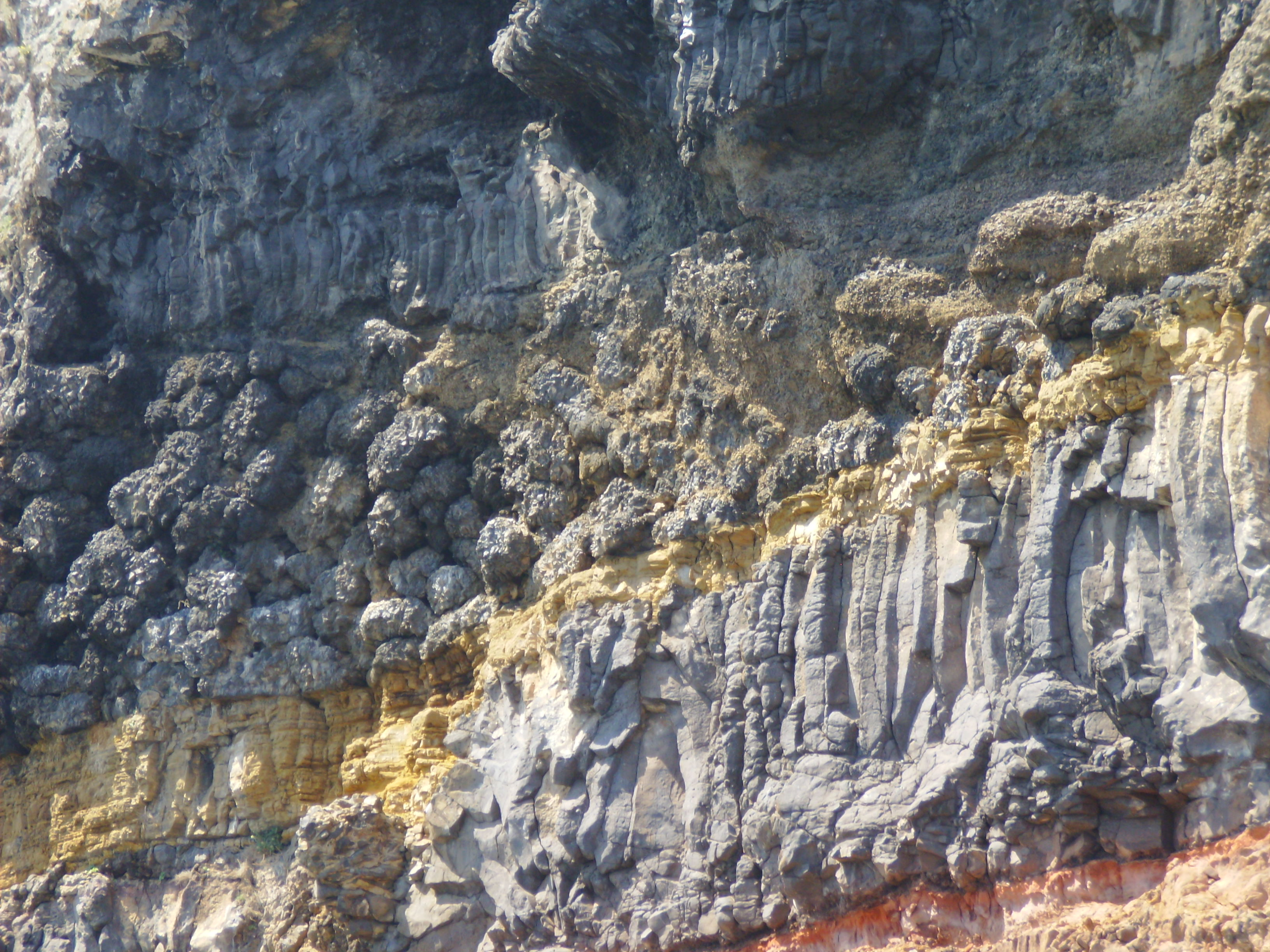
Лавовые отложения на острове Санта-Мария (Азорские острова). Посередине лава имеет подушечную отдельность, вверху и внизу — столбчатую

Своеобразная форма подушечной лавы — следствие её застывания под водой. Во-первых, в воде сила тяжести частично скомпенсирована силой Архимеда и не так сильно расплющивает поток лавы. Во-вторых, в воде этот поток быстро охлаждается и покрывается твёрдой коркой, которая не даёт ему слиться с другими потоками. Напор лавы может вскоре проломить эту корку, и тогда из пролома выдавливается новая «подушка» — иногда соединённая с материнской только узкой шейкой. Так могут возникать разветвлённые и переплетённые цепочки «подушек».
Формированию «подушек» способствует низкая скорость излияния лавы, умеренно высокая её вязкость и малый уклон местности. В других условиях лава застывает в виде сплошных покровов или дольчатых потоков. При увеличении скорости излияния, наклона поверхности, а также при уменьшении вязкости «подушки» сменяются более плоскими формами. Повышение вязкости и, по некоторым данным, скорости излияния способствует смене обычных «подушек» «мегаподушками» или сплошными массами лавы. Все эти формы могут появляться при одном и том же извержении: с удалением от источника лавы (в сторону или вверх) сплошные массы, как правило, сменяются «мегаподушками», а дальше — обычными «подушками».

### Рост
Новая «подушка» может вырасти всего за несколько секунд, но иногда большие экземпляры продолжают расти часами или даже сутками. Рост возможен до тех пор, пока внешний слой «подушки» не становится слишком прочным. Самые маленькие экземпляры могут успеть вырасти ещё до появления твёрдой корки, а большие увеличиваются за счёт её растрескивания. При этом выступающая наружу лава быстро (на порядок быстрее, чем на воздухе) остывает и прирастает к краям трещины (к одному или к обоим). Но напор лавы раздвигает эти края и может поддерживать трещину активной до нескольких минут. При этом её ширина остаётся примерно постоянной: раздвигание компенсируется нарастанием новой корки. По измерениям, сделанным около Гавайских островов, корка «подушек» может раздвигаться со скоростью от 0,05 до 20 см/с, а ширина активных трещин обычно лежит в пределах 0,2–20 см.
На поверхности лавы, изливающейся в воду, сразу образуется довольно прочный охлаждённый слой, который производит впечатление эластичной «кожи», не дающей лаве растекаться. Пока напор лавы достаточно большой, эта оболочка равномерно растягивается, а позже превращается в жёсткую корку.
Из-за очень высокой температуры изливающейся лавы её обволакивает плёнка водяного пара, которая сильно замедляет остывание (эффект Лейденфроста). По некоторым данным, при этом вода проникает в поверхностный слой лавы и существенно понижает её вязкость.

### Схлопывание
Иногда растущие «подушки» резко сжимаются, уменьшая свой объём на 10–40 %. После этого рост продолжается, и так может повторяться несколько раз с интервалами порядка 5 секунд. Эти «взрывы вовнутрь» создают резкие скачки давления, которые могут быть болезненными для ныряльщиков на расстояниях до 3 метров. Корка «подушки» при этом частично разрушается, и часть обломков отлетает прочь, а часть, вероятно, погружается под поверхность лавы. По одной из версий, именно этим объясняется то, что корка «подушек» иногда бывает в некоторых местах многослойной.
Причина этого явления — выделение из лавы газов (в частности, водяного пара), которые образуют внутри неё пузыри. При охлаждении пар конденсируется и давление в пузырях падает. Кроме того, давление внутри «подушки» может понижаться из-за вытекания лавы в соседние экземпляры. Когда внутреннее давление становится слишком малым, внешнее ломает стенку «подушки». Схлопывание характерно для больших экземпляров, сформировавшихся на небольшой глубине (до 1–2 км; глубже газовые пузыри почти не образуются из-за высокого давления). Чаще всего схлопываются новообразованные «подушки» — с возрастом в несколько секунд и толщиной корки 2–5 мм. Более тонкая оболочка ломается слишком легко и незаметно, а более толстая обычно не ломается вовсе.

### Укладка

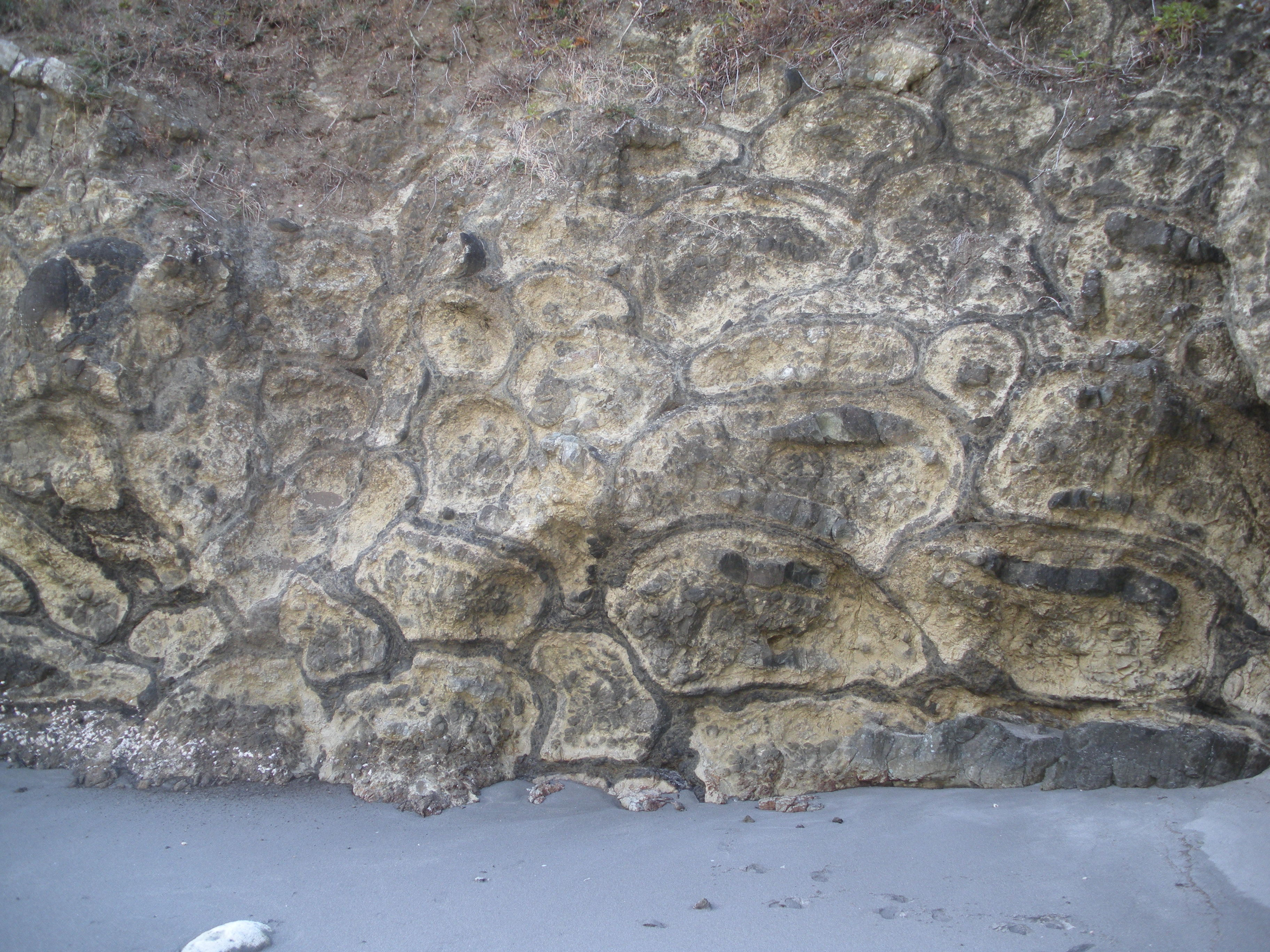
Обнажение слоя подушечной лавы на острове Титидзима (Япония)

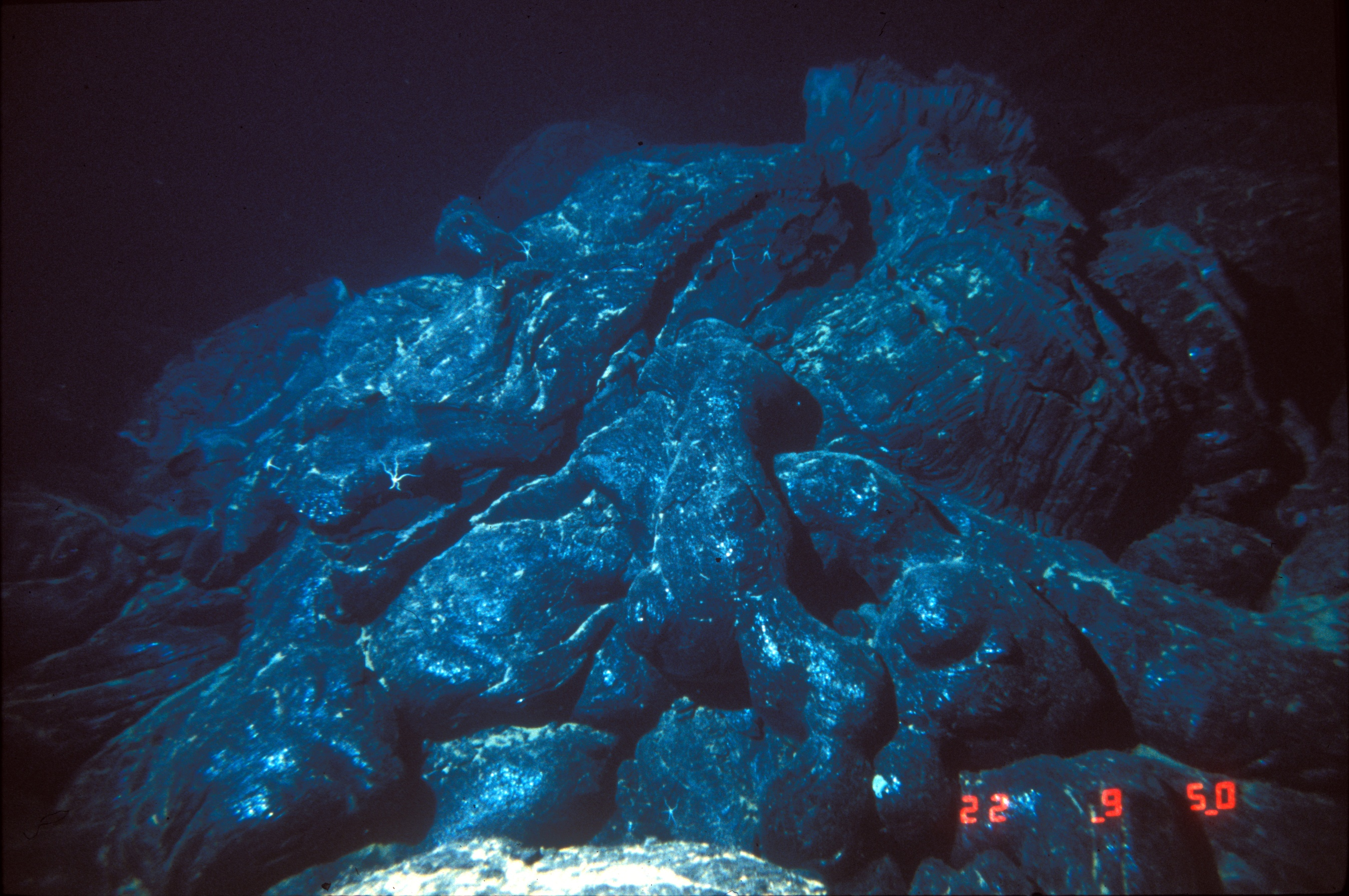
Нагромождение «подушек» на дне Тихого океана. Хребет Хуан-де-Фука

«Подушки» могут отпочковываться как от других «подушек», так и от сплошной массы лавы, и часто дают начало одной или нескольким новым «подушкам». Укладываться они могут довольно плотно: иногда на долю промежутков остаётся лишь несколько процентов объёма. Покрывать дно ровным слоем «подушки» не склонны: вырастая друг на друге, они образуют множество нагромождений высотой по несколько метров, а нередко и крутые горки или хребты высотой в десятки метров. Есть «подушки» и в составе больших подводных гор.
На дне океанов часто встречаются конические груды «подушек» высотой 5–20 м — «стоги» (англ. haystacks). Такие горки и хребты бывают расположены цепочками — возможно, потому, что питающая их лава поступает по длинным трещинам. Иногда высота нагромождений «подушек» достигает 100–200 м. Эти холмы, известные как «подушечные вулканы» (англ. pillow volcanoes), обнаружены и в океане (на оси Срединно-Атлантического хребта), и на континентах (в составе поднятых туда фрагментов океанической коры — офиолитов). Двухсотметровой толщины достигают и слои «подушек» в составе подводных гор.
Кроме того, подушечная лава входит в состав нагромождений другого типа. Это скопления «подушек» и их фрагментов, которые распространяются в стороны от мест извержений и спереди обрываются крутым склоном. Лава течёт в верхних слоях таких образований; на переднем краю она стекает вниз и образует свисающие «подушки».
Слои застывшей лавы могут состоять из «подушек» и целиком, и частично. Слои с подушечной отдельностью могут переходить в сплошные покровы и перемежаться с ними, а также с отложениями гиалокластита.
Если «подушки» формируются на крутом склоне, они могут отрываться друг от друга, скатываться вниз, теряя по дороге корку, и скапливаться там вперемешку с её обломками.

## Разрушение

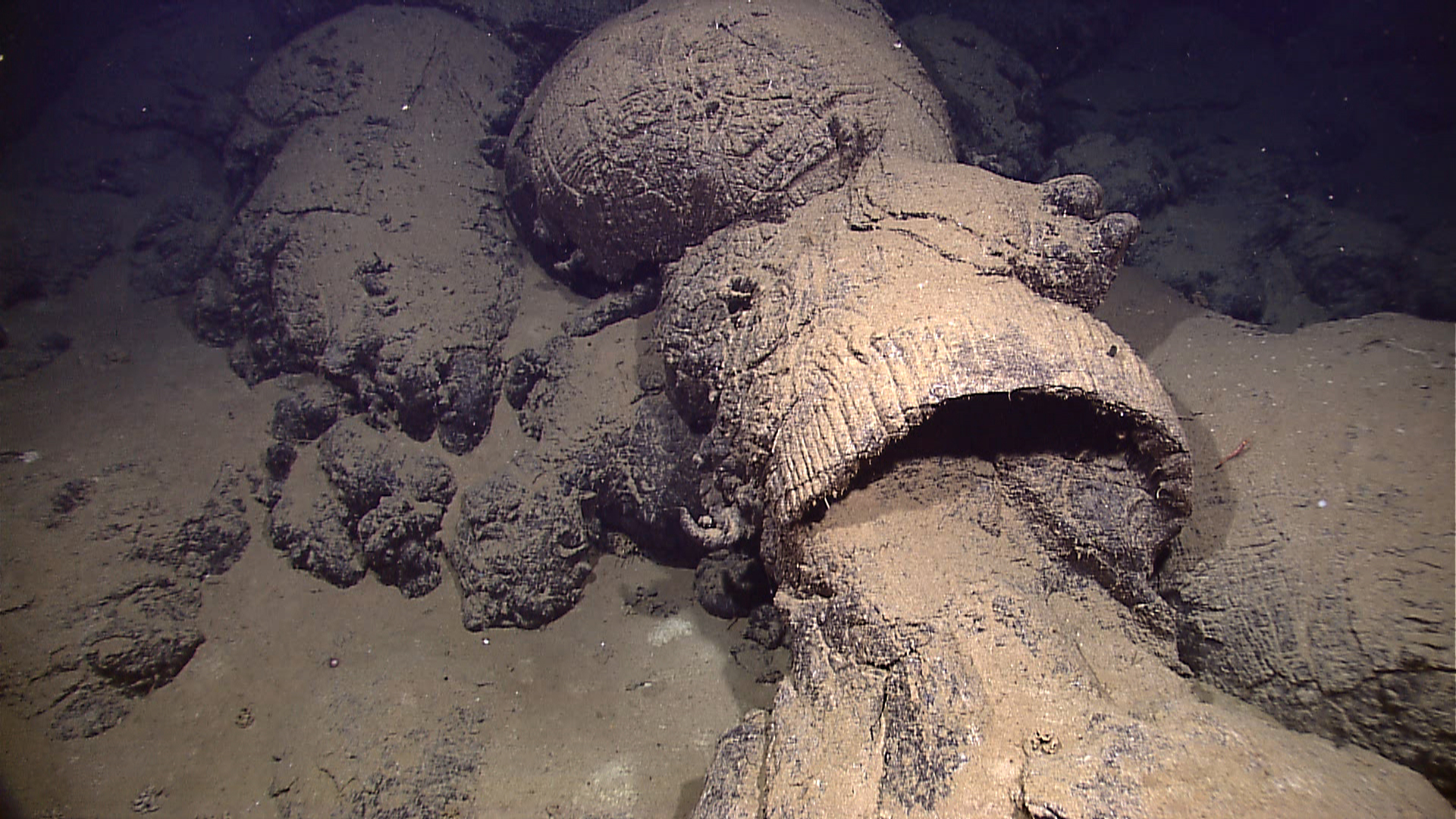
Лопнувшая «подушка» с вытекшей лавой. Дно Тихого океана в районе Галапагосского рифта

Подушечная лава довольно хрупкая, потому что при резком охлаждении в ней появляется много трещин. Ещё при затвердевании её корка частично разрушается, и её осколки образуют отложения гиалокластита. «Подушки», скатившиеся со склона вулкана, могут превратиться в осколки большой частью или даже целиком; слои этих фрагментов местами достигают многометровой толщины.
Хотя «подушки» состоят из концентрических слоёв, раскалываются они обычно не на слои, а на радиально направленные призмы или пирамидки. Это объясняется радиальным направлением трещин, возникающих при охлаждении. Крупные экземпляры могут распадаться на длинные многогранные столбики толщиной порядка 10 см, расходящиеся от центра наружу. Это происходит из-за медленного охлаждения, которое приводит к правильности узора трещин. Но поверхностная и центральная зона «подушек» при этом раскалываются не на правильные столбики, а на куски неправильной формы или концентрические слои. По концентрическим трещинам иногда распадаются и другие «подушки», в том числе «параподушки». Это происходит из-за многочисленных газовых пузырьков, собранных в концентрические слои. Такие слои и являются слабыми местами.
Бывает, что стенка ещё не застывшей «подушки» ломается изнутри — лава продавливает её и вытекает наружу, оставляя пустую корку. Если такое происходит с «подушкой», находящейся на обрыве, вытекающая лава может образовывать тонкие свисающие шнуры длиной до нескольких метров.
При растрескивании только что застывшей крупной «подушки» могут образовываться «псевдоподушки» (см. ниже).

## Строение

### Размер и форма
Размер типичных «подушек» — 0,5–1 м; встречаются экземпляры величиной от нескольких десятков сантиметров до нескольких метров. Тела большего размера — «мегаподушки» — лежат на границе между обычными «подушками» и сплошными покровами. Иногда «мегаподушками» называют даже тела размером 150 м и более. Нижнюю часть размерного диапазона «подушек» занимают тела размером 5–15 см, которые часто отпочковываются от типичных «подушек» и отличаются от них гладкой поверхностью.
«Подушки» имеют округлую или вытянутую форму: их ширина ненамного больше высоты, а длина может быть существенно больше ширины. Верхняя сторона «подушек» выпуклая, а нижняя отражает форму неровностей дна (в том числе других «подушек») и бывает разной. Описывая форму «подушек», их сравнивают с буханками, караваями, баллонами, матрацами, шарами, амёбами и плоско-выпуклыми линзами. На обнажениях нагромождений они напоминают собственно подушки. Чем они меньше, тем ближе их форма к шару. Встречаются промежуточные варианты между подушечной лавой, лавовыми покровами и дольчатой лавой (эти формы образуют непрерывный ряд).
«Подушка» получается тем большей, чем выше вязкость и, по некоторым данным, скорость излияния лавы. Но при слишком больших или малых значениях этих параметров «подушки» не образуются вообще. На их морфологию влияет и наклон дна: на крутых склонах растущие «подушки» вытягиваются вниз и ветвятся. Их средний размер там меньше обычного, поскольку они часто отрываются от источника лавы и прекращают рост. Для горизонтальной поверхности характерны более округлые и крупные экземпляры.
Обычно «подушки» соединены более или менее толстыми перемычками, образуя цепочки и нагромождения. Одиночные экземпляры редки (кроме случаев образования на крутом склоне, где они могут отрываться от других под действием силы тяжести). Новые «подушки» отпочковываются от старых со всех сторон, даже сверху. Часто на «подушках» вырастают мини-«подушки» — выросты размером 5–15 см с гладкой поверхностью. Они могут окружать «подушку» по бокам или даже покрывать бо́льшую часть её поверхности.

### Рельеф поверхности

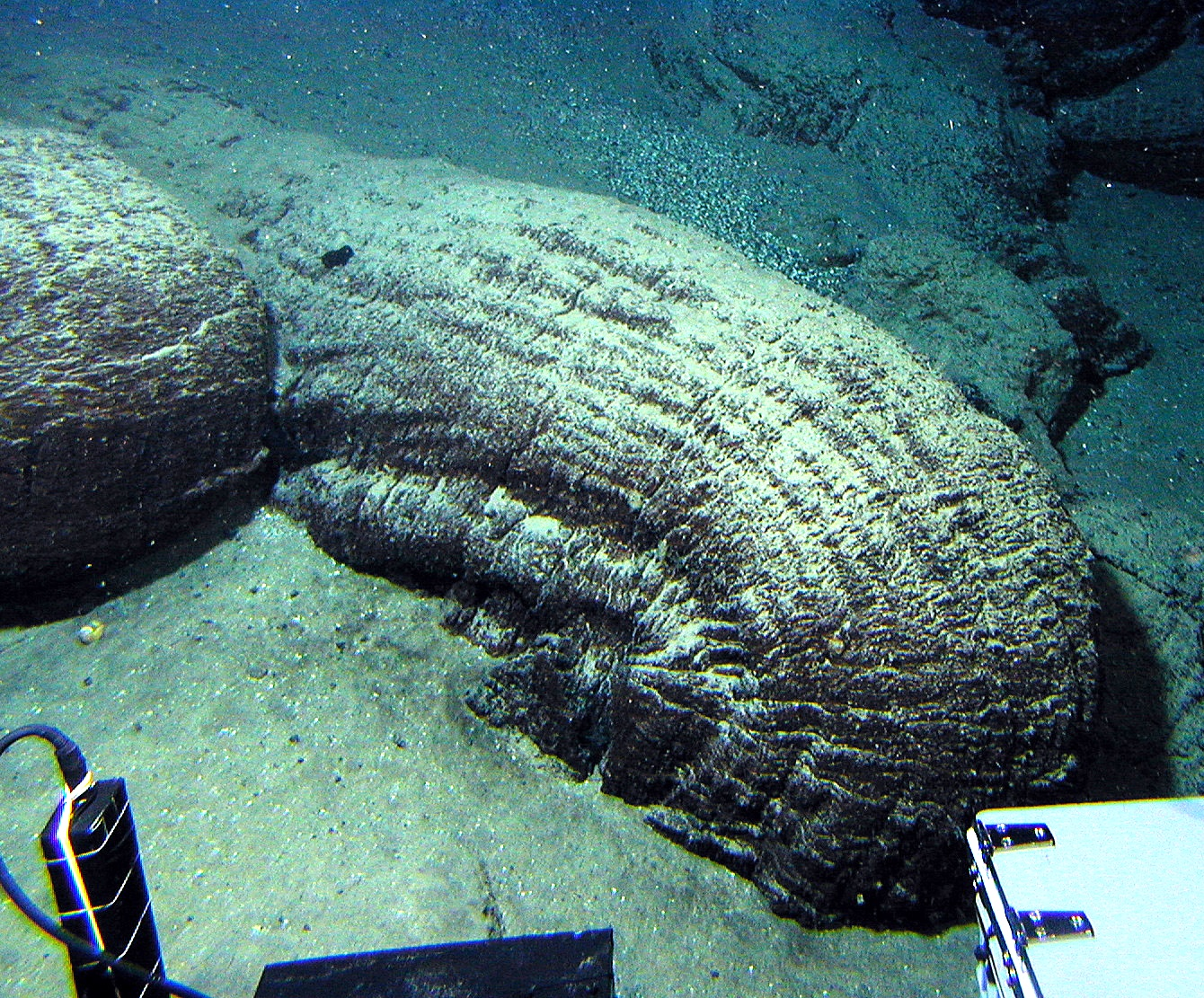
«Подушка» типа «зубная паста» (toothpaste pillow). Хорошо видно бороздки, возникшие при её выдавливании из материнской «подушки». Тихий океан, окрестности острова Тау (Американское Самоа)

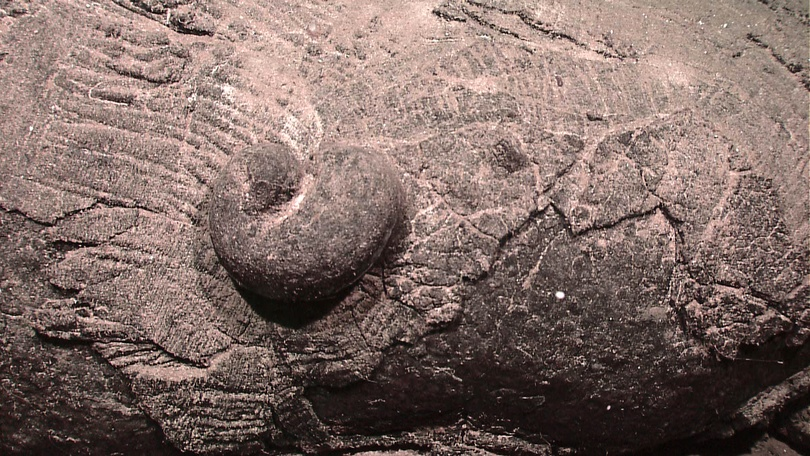
«Подушка» с отростком. Видно изборождённую и местами облупившуюся корку «подушки» и гладкую поверхность отростка. Тихий океан, Галапагосский рифт

Обычно «подушки» покрыты множеством параллельных бороздок. Некоторые из них тянутся вдоль цепочки «подушек», а некоторые — поперёк. Иногда присутствуют и те и другие, покрывая «подушку» прямоугольной сеткой. Расстояние между соседними бороздками обычно составляет 0,5–10 см, а их глубина — примерно впятеро меньше. Эти бороздки появляются по нескольким причинам, и сильно отличаются не только направлением, но и формой.
Бороздки, вытянутые вдоль цепочки «подушек» (по крайней мере, некоторые), — это следы, выдавленные на дочерней «подушке» неровностями краёв пролома в материнской. Такие бороздки перпендикулярны краю этого пролома. Кроме того, при нарастании новой поверхности на ней появляются и следы, параллельные её краю. Они возникают, в частности, из-за неравномерностей роста. Если рост происходит по обе стороны трещины в корке, такие следы расположены симметрично с обеих сторон. Поверхность богатой ими «подушки» напоминает стиральную доску. При быстром раскрытии трещины (порядка 5 см/с) образуются в основном бороздки, перпендикулярные её краю, а при медленном (порядка 0,2 см/с) — параллельные. При средней скорости появляются и те и другие.
Поверхность маленьких (5–15 см) отростков «подушек» гладкая. Это следствие их очень быстрого образования: отросток достигает максимального размера ещё до застывания корки, и её растяжение идёт равномерно. Возможно, некоторый вклад в сглаживание поверхности вносит и сила поверхностного натяжения расплава.

### Многослойная корка
Иногда на изломе «подушек» видны куски корки, погружённые вглубь. Они параллельны поверхности «подушки», а внешняя корка над ними всегда повреждена (хотя пролом может быть меньше погружённого фрагмента). Таких слоёв корки, расположенных друг под другом, может быть несколько. Обычно их не больше 2–4, но наблюдали и 13. Многослойность охватывает не всю корку, а только отдельные участки. Размер погружённого куска может превышать метр (в «подушках» размером несколько метров) Многослойной может быть даже очень толстая корка (с толщиной одного слоя 9–12 см); в таких случаях наблюдали до 5 слоёв.
Эта особенность обычно встречается у больших «подушек». По некоторым данным, она более характерна для экземпляров, образовавшихся на небольшой глубине (до 1–2 км), хотя встречается и на глубинах 2,5–3 км. Исследование многослойной корки затруднено тем, что обычно её наблюдают только на отдельных двумерных изломах. Её появление объясняют по-разному; не исключено, что в разных случаях действуют разные причины.
По одной из версий, фрагменты корки попадают вглубь «подушки» при её схлопывании (которое, как известно из наблюдений, может происходить несколько раз). При этом один край корки может надвинуться на другой. Эта гипотеза объясняет то, что многослойная корка более характерна для лавы, излившейся неглубоко, — согласно расчётам, глубже 1–2 км «подушки» не должны схлопываться (хотя эта величина сильно зависит от содержания в лаве растворённых газов). По другой версии, эти фрагменты образуются уже внутри «подушки», а не попадают туда с поверхности. Когда внешняя корка трескается из-за напора лавы, внутрь попадает вода, которая охлаждает лаву и создаёт новую корку. Поскольку так может происходить не один раз, эта версия тоже легко объясняет большое количество слоёв. По третьей гипотезе, в некоторых случаях причиной многослойности может быть многократное опустошение «подушки» и повторное заполнение её лавой.

### Полости
Обычно «подушки» сплошные, но нередко встречаются и полые экземпляры. Полость может быть совсем маленькой (тогда она лежит в верхней части «подушки»), а может и занимать почти весь её объём. Толщина стенок полых «подушек» обычно лежит в пределах 1–15 см. Дно пустот обычно плоское; иногда оно смято в складки. В «подушке» может быть и несколько полостей, разделённых горизонтальными перегородками. Верхняя сторона перегородок, в отличие от нижней, обычно покрыта стеклом. В полостях встречаются «шнуры» застывшей лавы, возникающие, когда с потолка капает вязкий расплав. В ископаемых «подушках» полости могут быть заполнены различными минералами.
Полости в «подушках» аналогичны лавовым трубкам: их оставляет за собой лава, стекающая под действием силы тяжести в дочернюю «подушку», когда приток лавы из материнской уже иссяк. Дно полости может затвердеть ещё до того, как из «подушки» вытечет вся лава. Если в полость проникает вода, дно затвердевает так быстро, что его верхняя часть становится стеклянной. При следующем падении уровня лавы снизу появляется новая полость, и процесс повторяется. Так может образоваться целая стопка полостей.

### Пузырьки
Обычно «подушки» содержат газовые пузырьки разного размера и формы (в зависимости от условий образования). Объём, занимаемый пузырьками, сильно отличается в зависимости от глубины извержения (то есть давления при затвердевании) и состава лавы: иногда их почти нет, а иногда они занимают десятки процентов объёма. Обычно пузырьки собраны в «подушке» концентрическими слоями, по которым «подушка» впоследствии может раскалываться. Как и крупные полости, пузырьки могут со временем заполняться различными минералами и превращаться в миндалины.
Часто в «подушках» встречаются пузырьки в виде радиально вытянутых палочек толщиной до сантиметра и длиной до 10, а иногда и до 15 см. Они образуются во внешнем слое толщиной около 20 см — иногда под всей поверхностью «подушки», иногда только в нижней части. Вытягиваться пузырьки могут по двум причинам — благодаря всплытию и благодаря подталкиванию фронтом затвердевания. В первом случае появляются крупные пузырьки в нижней части «подушки», вытянутые снизу вверх, во втором — меньшие пузырьки со всех сторон «подушки», вытянутые снаружи внутрь. Если лава быстро течёт сквозь «подушку», длинные пузырьки формироваться не могут, и поэтому их наличие указывает на то, что лава застыла на примерно горизонтальной местности.

### Кристаллическая структура

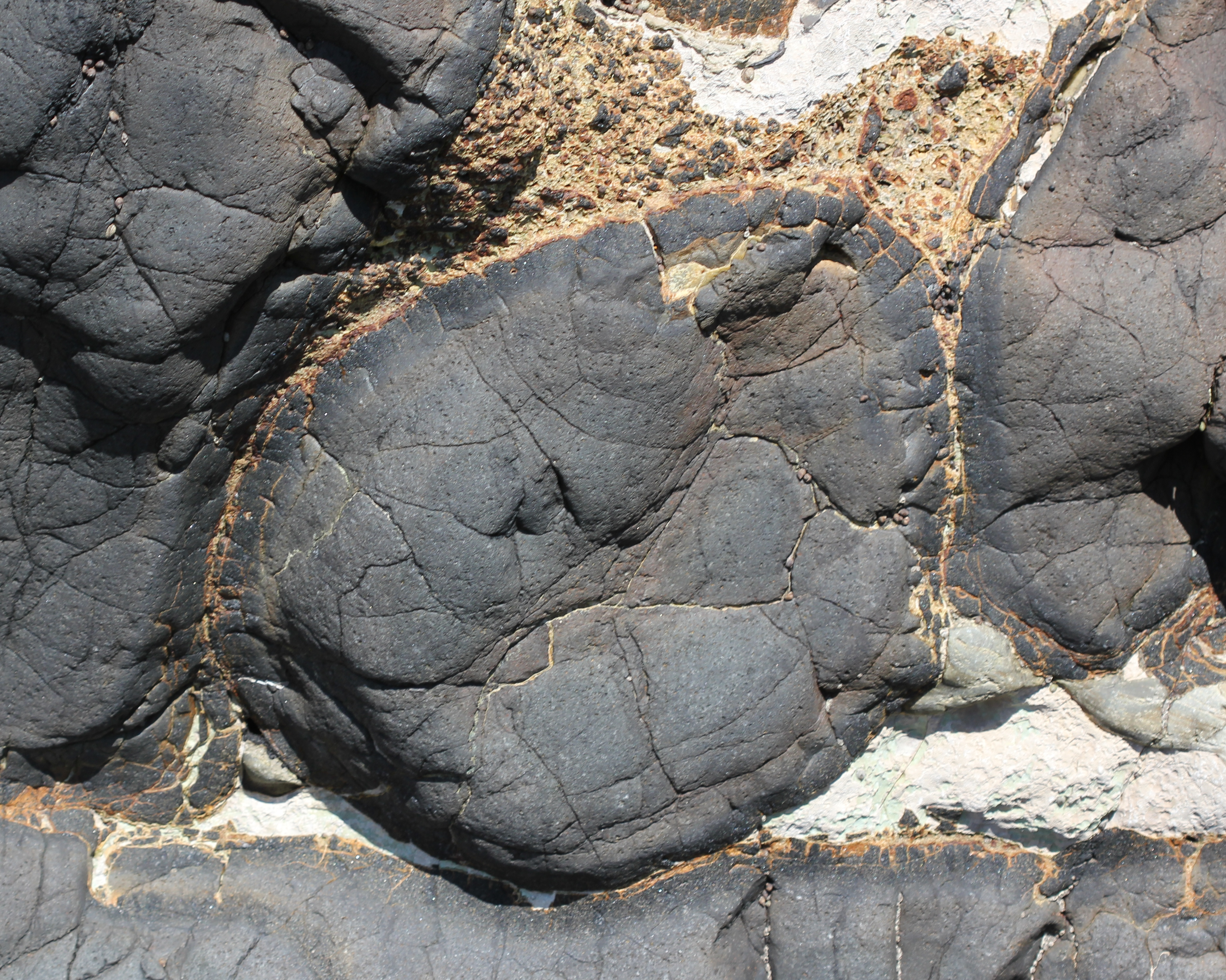
Выветренная подушечная лава эоценового возраста около Оамару (Новая Зеландия). Видна тёмная стекловатая корка. Белые прослойки — известняк

«Подушки» покрыты стеклянной или стекловатой коркой, а внутри состоят из кристаллической породы, причём размер кристаллов к центру увеличивается. Это объясняется тем, что поверхность быстро остывает, и кристаллы там не успевают вырасти.
Толщина этой корки составляет около 1–2 см. Она имеет тёмный (иногда чёрный) цвет. Корка наиболее распространённых — базальтовых — «подушек» состоит из стекла двух видов: снаружи внутрь сидеромелан сменяется тахилитом.

## Состав
Подушечная лава приобретает свою форму не из-за особого химического состава, а из-за особых условий извержения и застывания. Поэтому своеобразием состава она не отличается. В подходящих условиях «подушки» могут образовываться из лавы разного состава, а в других условиях такая же лава застывает в других формах.
Обычно подушечная лава имеет основный состав (базальтовый, реже андезитовый), поскольку именно эти породы обычно извергаются на дне океанов. В архее образовывались и «подушки» из ультраосновных пород — коматиитов (несмотря на то, что коматиитовая лава исключительно текучая). Позже эта порода почти не извергалась, поскольку её температура плавления очень велика, а мантия Земли остывает со временем. На суше изредка встречаются «подушки» кислого состава — дацитовые и риолитовые. Они образовались в древние времена, когда уровень моря был выше и оно покрывало большие площади континентов. На современном морском дне такие «подушки» не обнаружены (но известны кислые лавы, застывшие сплошной массой).
Состав лавы существенно влияет на её вязкость и, как следствие, на форму и размер «подушек». При кислом составе (высокой вязкости) лава склонна образовывать более округлые «подушки», и они могут достигать большего размера. Очень кислая лава образует не типичные «подушки», а лопастевидные тела размером в десятки метров.
Промежутки между «подушками» обычно заполнены гиалокластитом — обломками стеклянной корки, возникающими при резком остывании лавы. Там могут присутствовать яшмоиды (в том числе халцедон), а также известняк, аргиллит и другие осадочные породы. Трещины в древних «подушках» часто заполнены вторичными минералами, например, кальцитом, хлоритами, пренитом и пумпеллиитом. Это касается и пустот, образовавшихся при вытекании лавы, а также газовых пузырьков. В частности, там встречаются цеолиты и опал.

## Распространённость

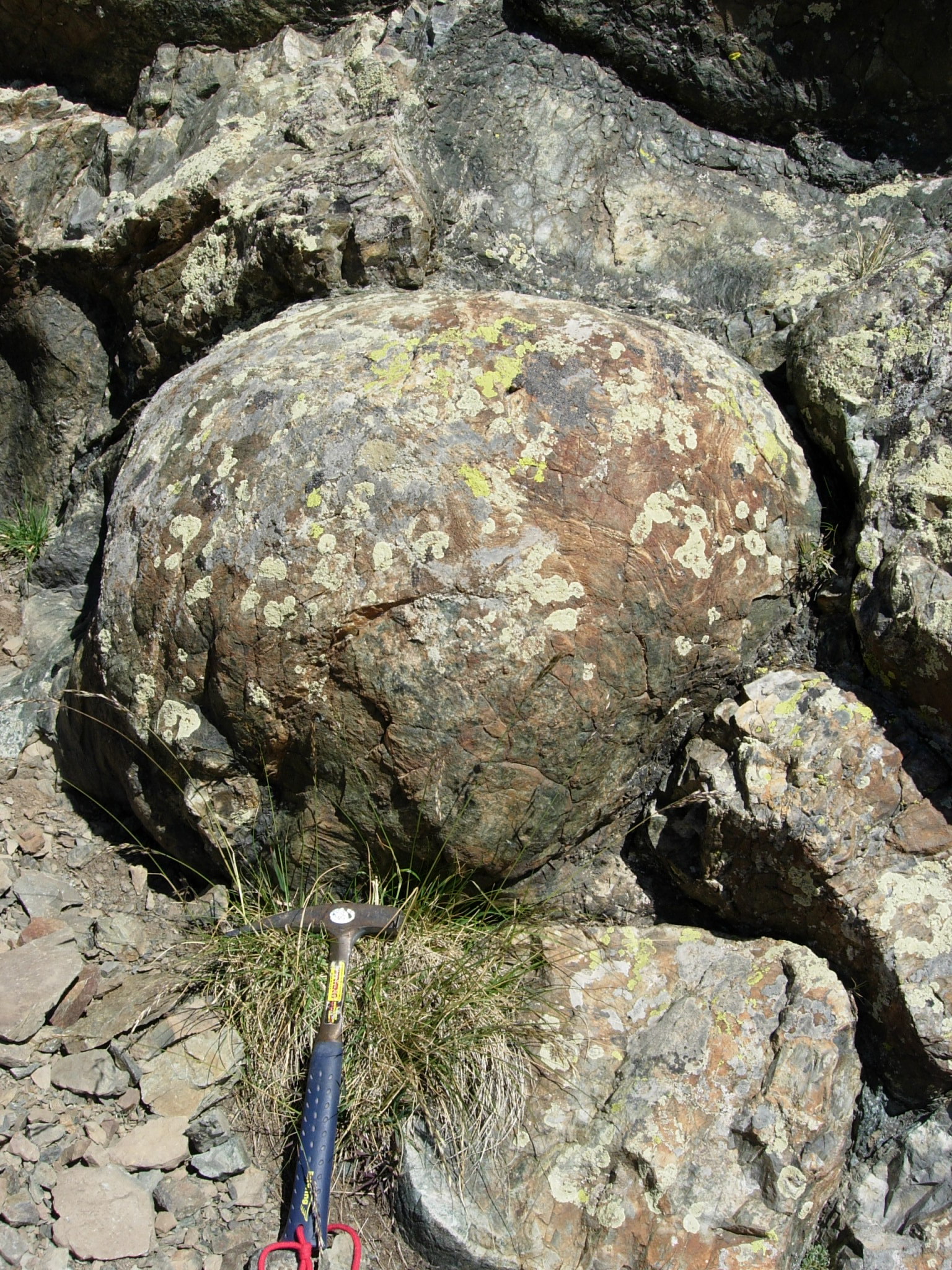
Подушечная лава, поднятая в горы тектоническими процессами (Верхние Альпы, Франция)

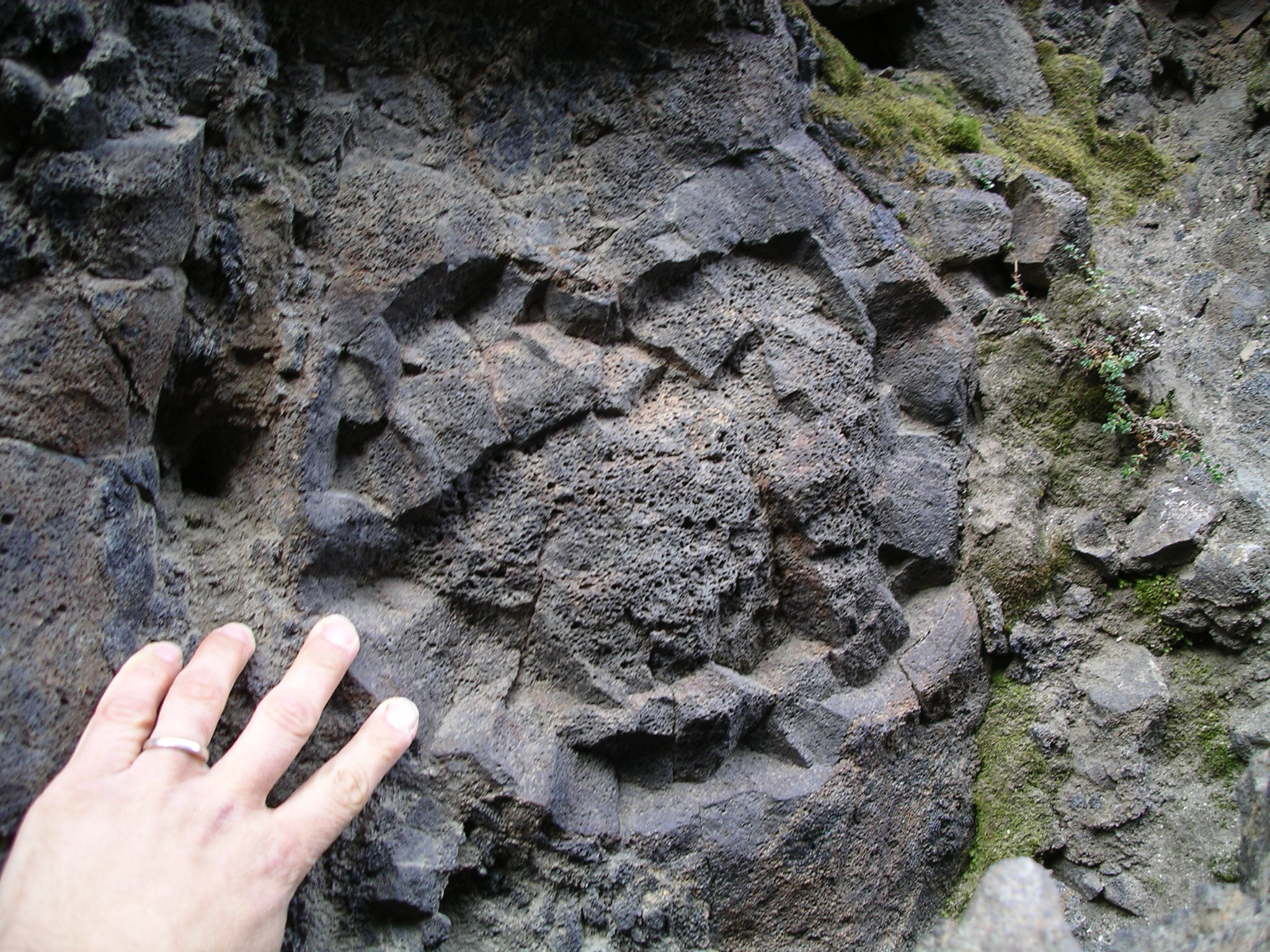
Подушечная лава, появившаяся при подлёдном извержении вулкана Аскья (Исландия)

Подушечная лава образуется и в океанах, и в континентальных водоёмах, и даже на вершинах вулканов, покрытых льдом (например, 10 000 лет назад такая лава формировалась на вершине гавайского вулкана Мауна-Кеа). Она может появляться не только при извержении непосредственно в воду (или в толщу донных осадков), но и при стекании лавы с берега.
Подушечные лавы часто встречаются в вулканических подводных отложениях любого возраста. Их образование наблюдают и при современных извержениях. По-видимому, это самая распространённая форма лавы на Земле, поскольку в основном именно она образуется в рифтах срединно-океанических хребтов и на подводных вулканах. Благодаря тектоническим процессам подушечная лава, излившаяся в океане, может оказаться и на континентах — в составе офиолитовых комплексов.
При подводных извержениях появляются не только «подушки», но и сплошные покровы, а также дольчатые потоки лавы. «Подушки» преобладают в местах низкоинтенсивных извержений — в частности, на срединно-океанических хребтах с небольшой скоростью спрединга. Например, на Срединно-Атлантическом хребте в таком виде застывает практически вся лава. В зонах быстрого спрединга преобладают не «подушки», а покровы, что объясняется большой скоростью излияния. В быстро раздвигающихся хребтах подушечной лавы больше всего не по оси рифта, а на удалении в несколько километров — видимо, потому, что она образуется при низкоинтенсивных излияниях в стороне от основной зоны активности.

## Нетипичные и ложные «подушки»

### «Мегаподушки»
«Мегаподушки» (англ. megapillows) — это «подушки» размером в десятки метров, переходная форма между обычными «подушками» и сплошными массами лавы. Они характерны для внутренней части нагромождений подушечной лавы («подушечных вулканов»). По-видимому, по ним и поступает лава, питающая такие нагромождения.
Часто в «мегаподушках» наблюдается призматическая или столбчатая отдельность: они растрескиваются на многогранные столбики толщиной порядка 10 см и больше, расходящиеся радиально. Иногда в наземных обнажениях видны дайки, подводившие к мегаподушкам лаву.

### «Параподушки»
«Параподушки» (англ. para-pillows) отличаются от обычных «подушек» маленькой толщиной (от нескольких сантиметров). При этом их длина может превышать 5 метров. Видимо, они не набирают толщину из-за слишком быстрого движения лавы (что может быть следствием её низкой вязкости или излияния на крутом склоне). Другой причиной может быть внезапное снижение скорости поступления лавы или неблагоприятная скорость её остывания. «Параподушки» могут образовываться вместе с обычными «подушками» и тоже иногда содержат полости. Есть наблюдения процесса их формирования, сделанные под водой рядом с вулканом Килауэа.

### «Псевдоподушки»
Иногда застывшая лавовая масса состоит из отдельных тел, разделённых трещинами и напоминающих «подушки» своими искривлёнными границами, растрескиванием на радиально направленные призмы, а иногда и стекловатой поверхностью. Но образуются они не так, как «подушки» — это видно из того, что их границы пересекают слои лавы и, следовательно, появились после того, как она перестала течь. Они известны как «псевдоподушки» (англ. pseudo-pillows). Иногда из «псевдоподушек» состоят настоящие «подушки».
«Псевдоподушки» появляются при растрескивании почти застывшей лавы и проникновении в трещины воды. Она быстро охлаждает поверхность блоков лавы (будущих «псевдоподушек»), что приводит к растрескиванию их на призмы, а иногда и к появлению на их поверхности стекла.

### Дольчатая лава
Подушечную лаву нетрудно спутать и с дольчатой лавой (англ. lobate lava) — лавой, застывшей в виде амёбообразных потоков, распластанных по дну (более сплющенных, чем «подушки»). Резкой границы между этими типами лавы нет. Главное отличие дольчатой лавы — отсутствие на поверхности бороздок: она или гладкая, или покрыта сеткой трещин, появившихся при застывании. По внутренней структуре «дольки» очень похожи на «подушки», но чаще бывают полыми. Вероятно, они растут благодаря равномерному растяжению оболочки (успевают вырасти ещё до её затвердевания, что является следствием большой скорости наполнения). Чтобы отличить ископаемую подушечную лаву от дольчатой, нужна хорошая сохранность и наблюдаемость корки, что бывает далеко не всегда.

### Пахоэхоэ
Ископаемые подушечные лавы могут быть трудноотличимыми и от лав типа пахоэхоэ — застывших на суше потоков с характерными волнами, складками и вздутиями. В частности, и те и другие часто содержат полости и концентрические слои пузырьков в верхней части. Главное отличие подушечной лавы — наличие между «подушками» гиалокластита (отложений осколков их стеклянной корки). Кроме того, у неё меньше перемычек между отдельными телами и больше объём промежутков между ними. «Подушки» более округлые, чем потоки пахоэхоэ (из-за действия силы Архимеда, компенсирующей силу тяжести), а их корка более толстая (из-за быстрого охлаждения) и содержит меньше газовых пузырей (из-за давления воды). Раскалывается подушечная лава, в отличие от лавы пахоэхоэ, в основном радиальными трещинами.

## Исследование
Хотя подушечной лавы на Земле очень много, её изучение долго шло очень медленно, поскольку она образуется (и по большей части находится) под водой. Проблемой было даже определение формы «подушек» и характера их соединения, поскольку их наблюдали в основном на двумерных обнажениях нагромождений.
Впервые на подушечную лаву обратили внимание ещё в XIX веке. В 1897 году появилась гипотеза о её подводном происхождении. В 1909 году она была подтверждена наблюдениями за лавой, стекающей в океан с вулкана Матавану (Самоа), и к 1914 году стала надёжно установленной. В 1960-х годах было обнаружено, что эта лава покрывает большую часть дна океанов. В 1970-х годах в водах Гавайских островов, куда стекает лава вулкана Килауэа, формирование «подушек» впервые было заснято на плёнку и подробно исследовано ныряльщиками.
Формирование подушечной лавы можно моделировать в лабораторных условиях. Полиэтиленгликоль, изливаясь в холодный раствор сахарозы, принимает такие же формы, как застывающая под водой лава. В зависимости от скорости излияния и уклона дна это могут быть «подушки» или покровы различных форм. Такое моделирование даёт возможность выяснить, в каких условиях появляются разные типы застывшей лавы.
Исследование подушечных лав может дать немало информации о геологической истории местности:
- они служат признаком того, что во время их образования там был водоём[6][18][32] (хотя их не всегда удаётся отличить от лав типа пахоэхоэ, которые образуются на суше)[5];
- форма «подушек» и полостей в них даёт возможность определить, не подвергался ли содержащий их слой наклону: их выпуклые стороны указывают направление вверх во время их формирования[15][27][28] (хотя на крутых склонах «подушки» могут отрываться друг от друга и нагромождаться в беспорядке[23]; кроме того, они могут быть деформированы тектоническими процессами[40]);
- многослойность корки указывает на то, что «подушка» образовалась на небольшой глубине — до 1–2 км (хотя иногда встречаются и глубоководные лавы с этим признаком, и мелководные без него)[11][17];
- наличие в «подушке» длинных вытянутых пузырьков говорит о её формировании на неглубокой примерно горизонтальной поверхности (при большом наклоне лава разрушает их своим быстрым движением)[6][11];
- как и другие застывшие лавы, «подушки» представляют интерес для палеомагнитных исследований. Они имеют высокостабильную остаточную намагниченность, показывающую направление магнитного поля Земли в момент затвердевания[24][41] (хотя направление намагниченности может по разным причинам заметно варьировать между разными образцами из одного местонахождения[30]). Вероятно, подушечная лава играет ведущую роль в появлении полосовых магнитных аномалий[41].

Для калий-аргонового датирования «подушки» и другие подводные лавы годятся намного хуже наземных. Во-первых, из-за стекловатой корки и большого внешнего давления из них при застывании не полностью улетучивается аргон (то есть не происходит обнуления радиоизотопных «часов», что делает измеренный возраст завышенным). Этот эффект тем сильнее, чем больше глубина извержения и чем меньше расстояние от корки «подушки». Во-вторых, из-за взаимодействия с морской водой в них увеличивается содержание калия (что занижает измеренный возраст). Поэтому возраст океанических лав приходится определять другими методами — палеонтологическим (по сопутствующим осадочным породам) и магнитостратиграфическим.